# Hookeriopsis pocsii
Hookeriopsis pocsii là một loài Rêu trong họ Hookeriaceae. Loài này được Bizot mô tả khoa học đầu tiên năm 1980.